# Jonas Neubauer
Pour les articles homonymes, voir Neubauer.
 (février 2024).
La mise en forme du texte ne suit pas les recommandations de Wikipédia : il faut le « wikifier ».
Les points d'amélioration suivants sont les cas les plus fréquents. Le détail des points à revoir est peut-être précisé sur la page de discussion.
- Les titres sont pré-formatés par le logiciel. Ils ne sont ni en capitales, ni en gras.
- Le texte ne doit pas être écrit en capitales (les noms de famille non plus), ni en gras, ni en italique, ni en « petit »…
- Le gras n'est utilisé que pour surligner le titre de l'article dans l'introduction, une seule fois.
- L'italique est rarement utilisé : mots en langue étrangère, titres d'œuvres, noms de bateaux, etc.
- Les citations ne sont pas en italique mais en corps de texte normal. Elles sont entourées par des guillemets français : « et ».
- Les listes à puces sont à éviter, des paragraphes rédigés étant largement préférés. Les tableaux sont à réserver à la présentation de données structurées (résultats, etc.).
- Les appels de note de bas de page (petits chiffres en exposant, introduits par l'outil «  Source ») sont à placer entre la fin de phrase et le point final[comme ça].
- Les liens internes (vers d'autres articles de Wikipédia) sont à choisir avec parcimonie. Créez des liens vers des articles approfondissant le sujet. Les termes génériques sans rapport avec le sujet sont à éviter, ainsi que les répétitions de liens vers un même terme.
- Les liens externes sont à placer uniquement dans une section « Liens externes », à la fin de l'article. Ces liens sont à choisir avec parcimonie suivant les règles définies. Si un lien sert de source à l'article, son insertion dans le texte est à faire par les notes de bas de page.
- La présentation des références doit suivre les conventions bibliographiques. Il est recommandé d'utiliser les modèles {{Ouvrage}}, {{Chapitre}}, {{Article}}, {{Lien web}} et/ou {{Bibliographie}}. Le mode d'édition visuel peut mettre en forme automatiquement les références.
- Insérer une infobox (cadre d'informations à droite) n'est pas obligatoire pour parachever la mise en page.

Pour une aide détaillée, merci de consulter Aide:Wikification.
Si vous pensez que ces points ont été résolus, vous pouvez retirer ce bandeau et améliorer la mise en forme d'un autre article.
Jonas Neubauer (19 avril 1981 – 5 janvier 2021) est un joueur américain de Tetris, sept fois champion du championnat du monde Classic Tetris, streamer Twitch et responsable de salle de taproom. Neubauer est largement considéré comme l’un des plus grands joueurs de Tetris de tous les temps,,,,,.

## Carrière Tetris

### Jeunesse
Neubauer commence à jouer à Tetris à l'âge de 6 ou 7 ans sur l'ordinateur Compact Macintosh de son oncle. Il s'agit du premier jeu vidéo auquel il a joué, il raconte l'avoir vu comme « la chose la plus impressionnante » et il y consacre « tout un côté de [son] cerveau ». À 9 ans, il achète la version NES avec son Argent de poche et est capable de marquer 176 000 points.

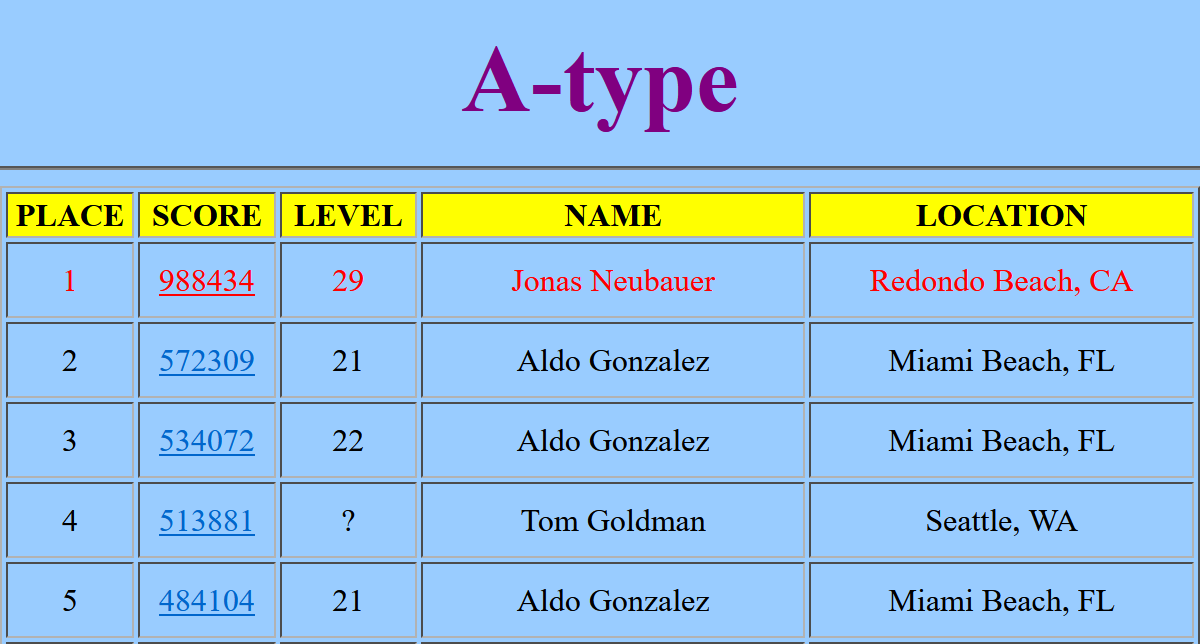
Un premier tableau des scores du site de fans de Tetris classe Neubauer comme détenteur du record du monde.

Dès sa dernière année de lycée, Neubauer peut marquer entre 500 000 et 700 000 points, impressionnant ses pairs. Pour s'améliorer encore, il analyse les enregistrements de sa pièce à l'aide de matrices de probabilité. Au début des années 2000, il publie certains de ces enregistrements sur Internet, notamment une photo d'un score de 980 000,,. Pendant ce temps, il concourt avec Rich Ambler, finaliste des Championnats du monde Nintendo, pour obtenir des scores élevés.
Neubauer affirme pour la première fois avoir atteint un score maximum de 999 999 points le 23 mars 2001 Vers 2002, Neubauer enregistre une partie avec un score maximum (999 999) et la met en ligne, mais il est initialement reçu avec scepticisme car il n'inclut pas d'audio. Le score ne pouvait pas être certifié à l'époque, et aucune autre partie avec un score maximum ne le serait avant celui de Harry Hong en 2009

### Ecstasy of Order: The Tetris Masters (2010)

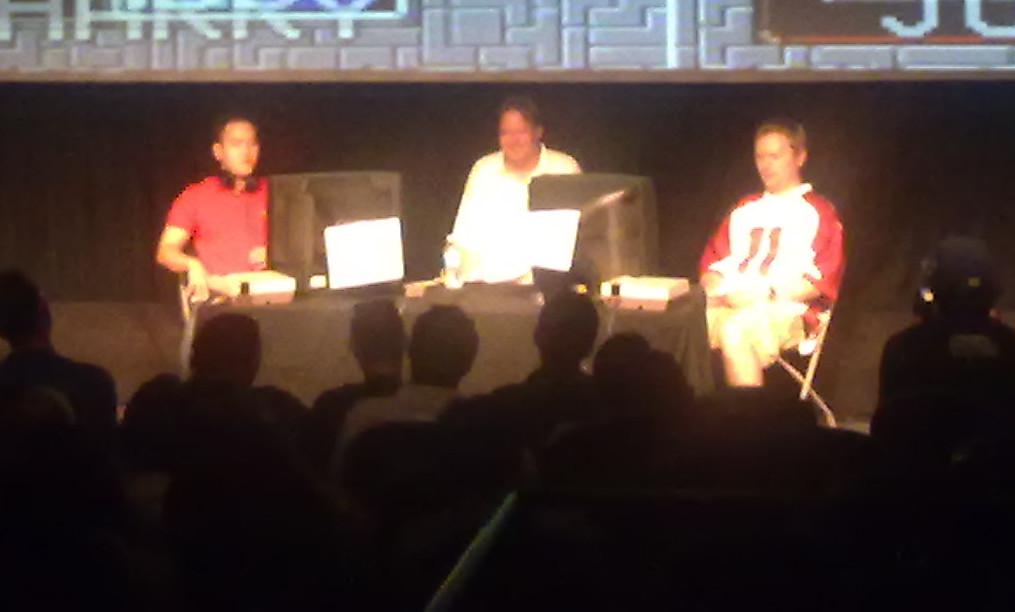
Neubauer (à droite) au CTWC 2010, jouant contre Harry Hong.

Neubauer est contacté en 2010 par le cinéaste Adam Cornelius, qui a vu la partie avec un score maximum enregistré que Neubauer a partagé en ligne des années plus tôt. Cornelius invite Neubauer à participer à son film documentaire Ecstasy of Order: The Tetris Masters, qui devait inclure un tournoi dans la ville natale de Neubauer, Los Angeles.
En raison de son exploit, Neubauer est l'une des cinq personnes à se voir attribuer des places réservées dans le tournoi, appelé Championnat du monde Classic Tetris. Parmi ses adversaires, il est particulièrement préoccupé par Harry Hong et Trey Harrison, qui ont tous deux publié des enregistrements de matchs à très haut score. Malgré cela, Neubauer est confiant dans sa victoire.

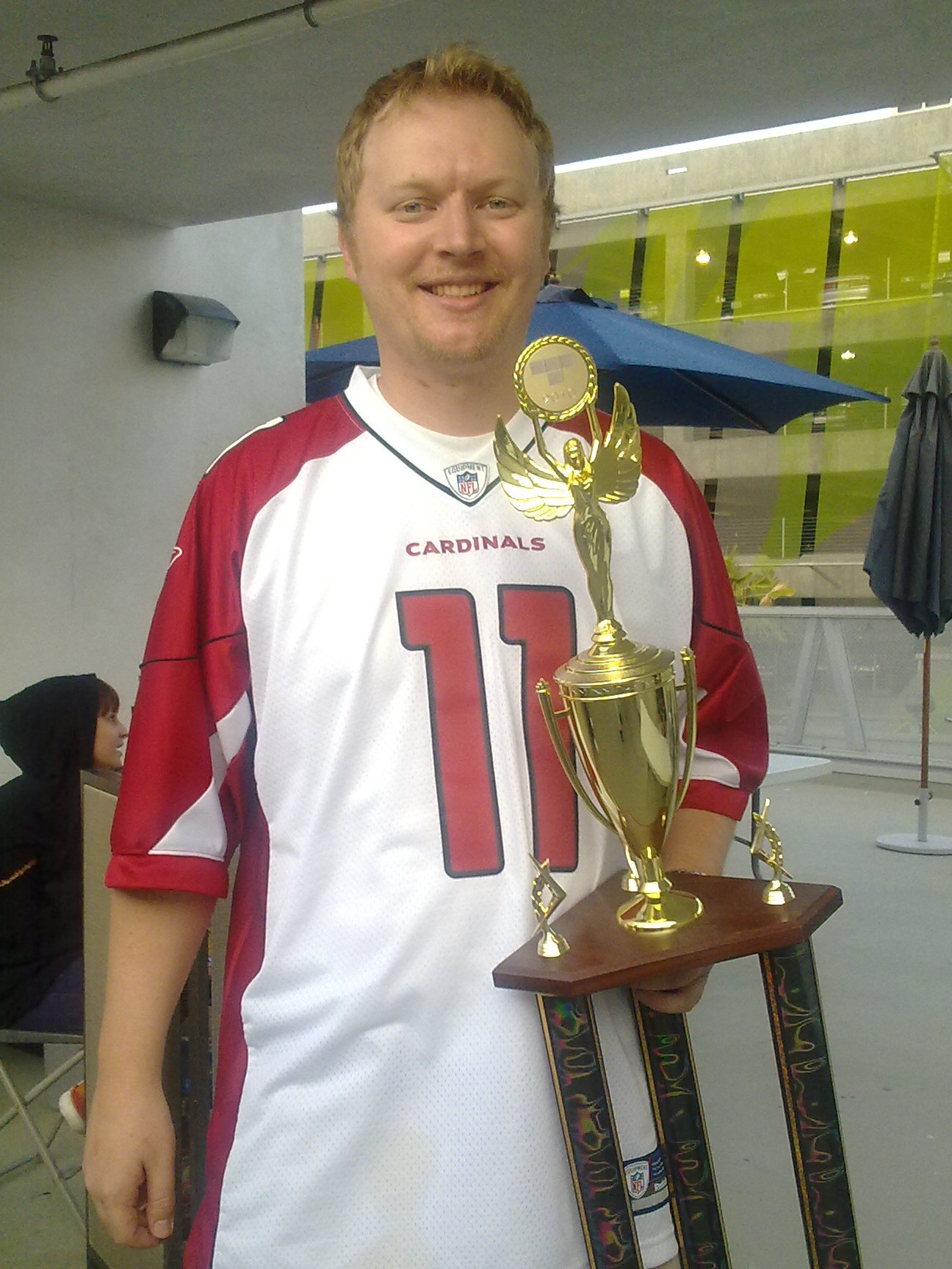
Neubauer après avoir remporté le CTWC 2010

Neubauer se qualifie pour la finale, où il bat Hong 2-0 pour devenir le premier champion du monde de Tetris.

### Succès continu dans les premiers tournois (2011-17)

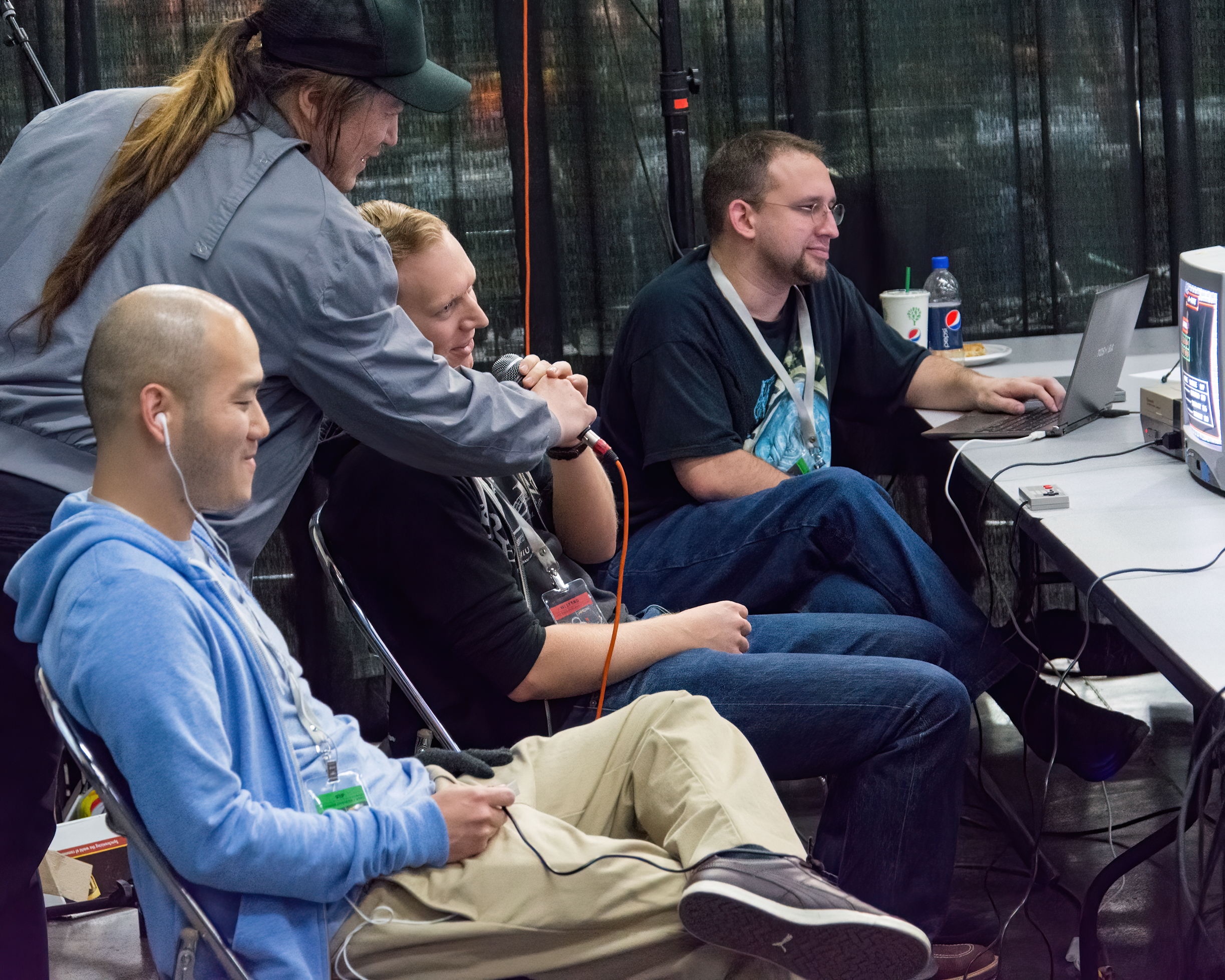
Neubauer avec Harry Hong (premier plan) lors de la finale du CTWC 2013

En 2011, Neubauer défend avec succès son titre après avoir battu Alex Kerr 2-0 en finale. En 2012, Neubauer défend avec succès son titre pour la deuxième fois après avoir battu Mike Winzineck 3-0 en finale. En 2013, Jonas peut de nouveau défendre son titre pour la troisième fois, battant son rival Harry Hong 3-2 après avoir été mené 0-2. C'est la première fois que Neubauer perd une manche en finale, et cette victoire fait de lui le quadruple champion du monde classique de Tetris et l'unique champion de la compétition jusqu'à présent.
Neubauer participe de nouveau en 2014, cherchant à défendre son titre pour la quatrième fois consécutive. Neubauer atteint la finale, comme le finaliste de l'année précédente, Harry Hong. Bien qu'il ait pris une avance de 1-0, Neubauer est battu 3-1 par Hong. C'est la première fois que Neubauer est battu en compétition, et c'est la seule victoire de Harry Hong au Championnat du monde Classic Tetris. Après le tournoi, Neubauer envisage de prendre sa retraite mais est convaincu de continuer à concourir par sa femme.

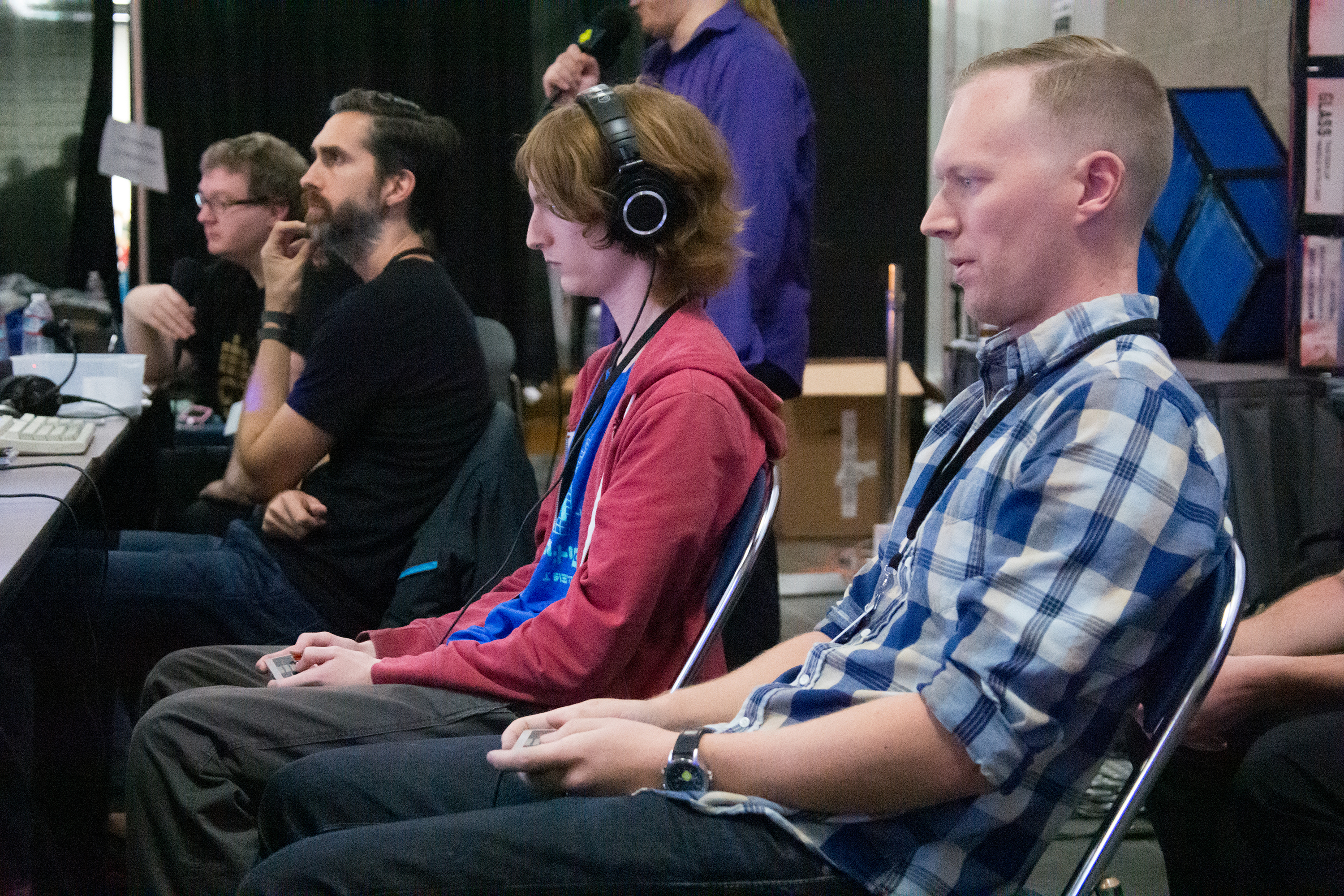
Neubauer affronte Alex Kerr au CTWC 2015

En 2015, Neubauer revient à la compétition motivé pour remporter son cinquième titre. Il réussit de nouveau à atteindre la finale, où il bat le finaliste surprise Sean "Quaid" Ritchie 3-1, récupérant le titre après la défaite de l'année précédente. Neubauer remporte son sixième titre en 2016 après avoir battu Jeff Moore 3-1, dans ce qui était autrefois considéré comme le match de championnat du monde de Tetris classique le plus populaire de l'histoire de la compétition, suscitant un regain d'intérêt pour le jeu et la compétition. En 2017, Neubauer remporte son septième titre après avoir de nouveau battu Alex Kerr 3-0 en finale. Neubauer n'a perdu qu'un seul match pendant toute la compétition lors des quarts de finale contre le vétéran Chad Muse. C'est le dernier titre de Neubauer dans la compétition.

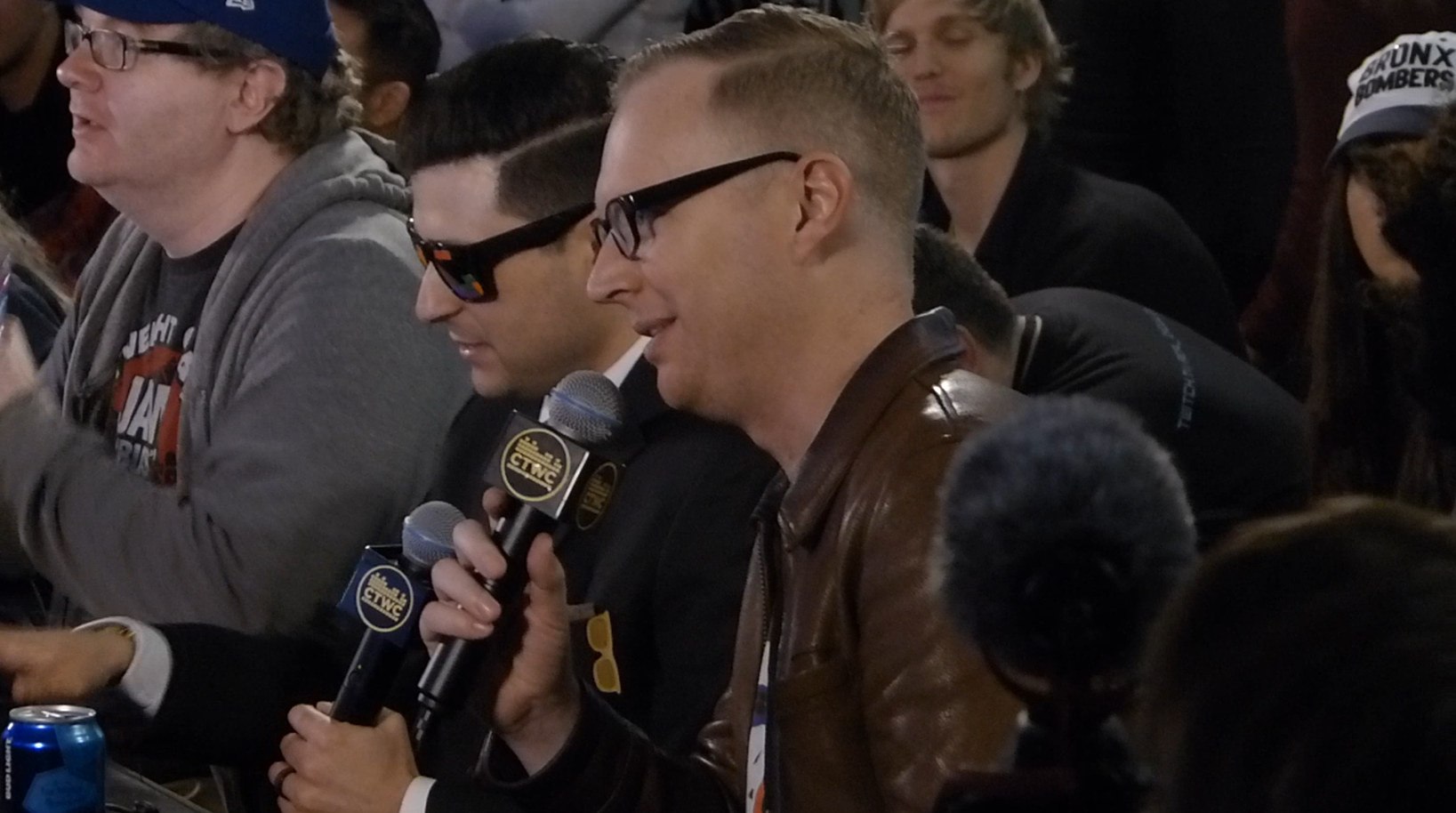
Neubauer s'exprimant au CTWC 2019

Avant le tournoi de 2018, Neubauer s'attendait à une concurrence accrue en raison de la montée en puissance du style « hypertapping », une nouvelle technique qui permet d'appuyer plus rapidement sur la manette, désignant Koji « Koryan » Nishio comme favori pour remporter le titre. Après s'être qualifié en tant que troisième tête de série, Neubauer s'est lentement dirigé vers les demi-finales, où il participe à un match à suspens contre son nouveau concurrent Tomohiro "GreenTea" Tatejima. Neubauer réussit à vaincre Tatejima 2-1 dans une bataille serrée pour atteindre la finale pour la dernière fois - après l'avoir fait neuf fois consécutives dans des tournois jusqu'à celui-ci. Il y est balayé 3-0 par l'hypertappeur Joseph "JdMfX_" Saelee malgré des records personnels en compétition. Lors de son interview d'après-match, lorsqu'on lui demande s'il envisage à nouveau de prendre sa retraite, Neubauer réaffirme qu'il prévoit de continuer à concourir indéfiniment, qu'il soit ou non le favori pour gagner. En 2019, Neubauer revient à la compétition, cherchant à récupérer son titre, mais il perd des le premier tour 2-1 contre le vétéran Paul "MegaRetroMan" Tesi, marquant la première fois que Neubauer n'atteignait pas la finale d'une compétition.
En 2020, le championnat du monde Classic Tetris se déroule en ligne en raison de la Pandémie de Covid-19. Jouant désormais sous le drapeau espagnol, une blague dans laquelle il est appelé un homme d'Albacete, Neubauer se qualifie comme 31e tête de série après avoir connu des difficultés lors des qualifications, ne réussissant qu'un seul max-out. Bien que les attentes soient faibles pour les joueurs du style DAS comme Neubauer après la domination de l'hypertapping lors des compétitions précédentes, il réussit à se hisser dans le top 16 avant d'être battu 3-1 par le demi-finaliste Jacob "Huffulufugus" Huff. Lors de son entretien d'après-match, Neubauer, visiblement ému, exprime sa gratitude et son enthousiasme face à la popularité toujours croissante du tournoi. C'est la dernière compétition de Neubauer.

### Détenteur du record du monde
En juin 2018, Neubauer établit un (alors) record du monde de 1 245 200 points.

## Autres entreprises
Le 9 juin 2019, Neubauer est panéliste sur ABC's To Tell the Truth, où il est l'un des trois qui ont dû tromper des célébrités en leur faisant croire qu'il était le maître constructeur de Lego. Après que le véritable maître constructeur Lego ait été révélé, les célébrités ont ensuite dû déterminer lequel des deux panélistes restants était un artiste qui marchait pieds nus sur des briques Lego (un « marcheur Lego »). Les célébrités en compétition lors de cet épisode étaient Oliver Hudson, Justin Long, Snoop Dogg et Amanda Seales.

## Mort et héritage

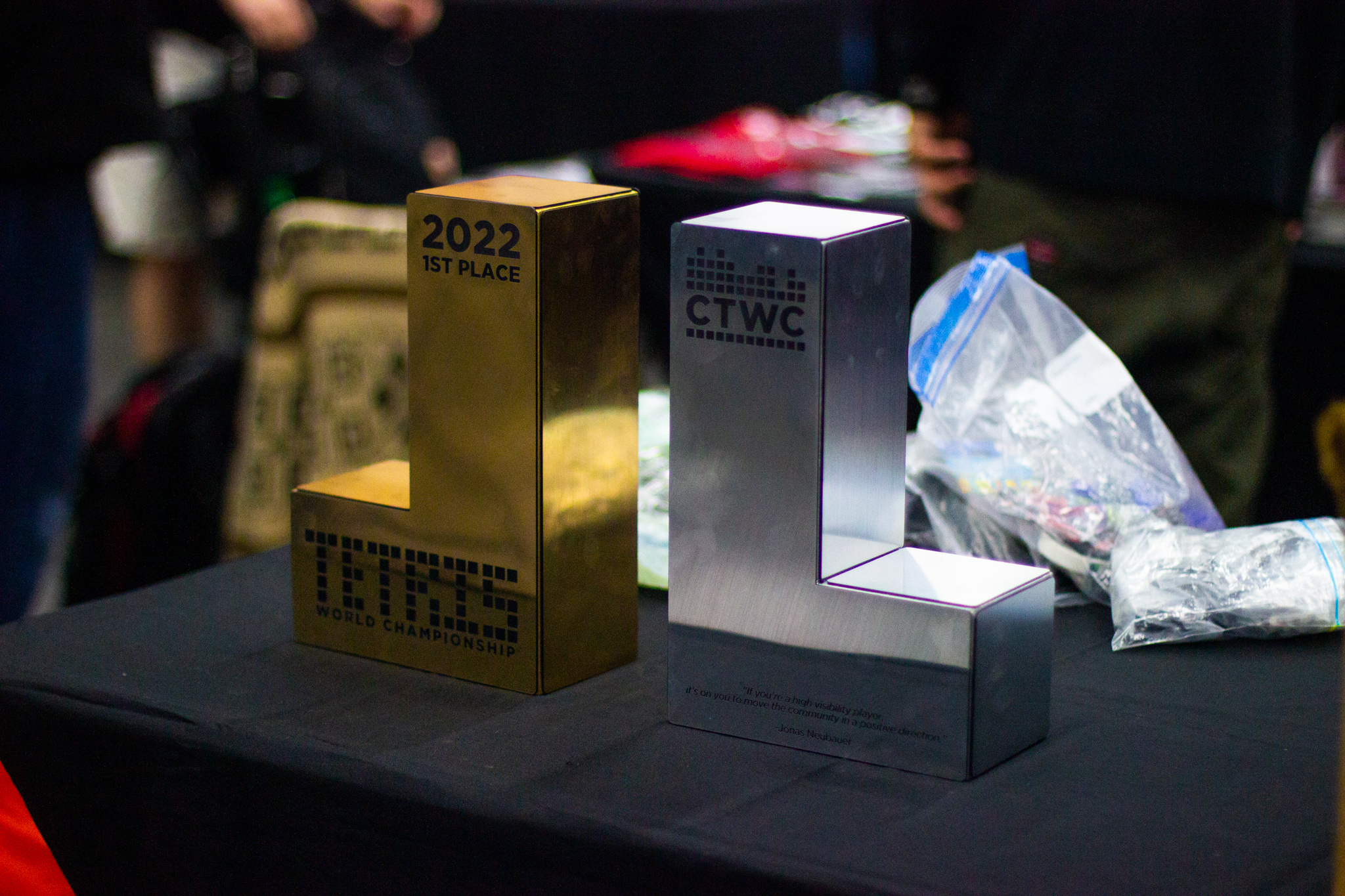
Le Trophée Commémoratif Jonas Neubauer

Neubauer est décédé des suites d'une urgence médicale soudaine le 5 janvier 2021, à 39 ans. Il s'est effondré et n'a jamais repris conscience. Son décès est annoncé quatre jours plus tard sur toutes ses pages de réseaux sociaux,. Le 2 avril 2021, la cause du décès est diagnostiquée comme « une mort cardiaque subite due à une arythmie cardiaque de [cause] indéterminée ».
Après la mort de Neubauer, le trophée du Championnat du monde Classic Tetris est rebaptisé Jonas Neubauer Memorial Trophy, et il est redessiné comme un J-tetromino doré (représentant « J » pour « Jonas »). Une citation tirée d'une interview de Jonas en 2018 est gravée sur le trophée : « Si vous êtes un joueur à grande visibilité, c'est à vous de faire avancer la communauté dans une direction positive ».